# Baccalauréat sciences et technologies industrielles en génie optique
Pour un article plus général, voir Baccalauréat technologique.
 (mars 2010).
Si vous disposez d'ouvrages ou d'articles de référence ou si vous connaissez des sites web de qualité traitant du thème abordé ici, merci de compléter l'article en donnant les références utiles à sa vérifiabilité et en les liant à la section « Notes et références ».
Le baccalauréat sciences et technologies industrielles en génie optique est un baccalauréat technologique.

## Présentation
Le baccalauréat sciences et technologies industrielles en génie optique est un baccalauréat technologique préparé dans les lycées généraux et technologiques. Ce baccalauréat met l'accent sur le domaine du génie optique (lunettes, microscopes, jumelles, laser...) mais aussi de la mécanique et de l'électronique.

## Matières
- Français (coefficient 1 à l'oral + 2 à l'écrit)
- Histoire - géographie (coefficient 1 à l'oral)
- Étude des constructions (coefficient 8 à l'écrit)
- Étude des systèmes techniques industriels (coefficient 9 en épreuve pratique)
- Sciences physiques appliquées (coefficient 5 à l'écrit)
- Langue vivante 1 (coefficient 2 à l'écrit)
- Mathématiques (coefficient 4 à l'écrit)
- Philosophie (coefficient 2 à l'écrit)
- Éducation physique et sportive (coefficient 2 en contrôle continu)

## Débouchés
Comme tous les bac technologiques, le bac STI génie optique ne prépare pas à la vie active. Une  majorité des étudiants s’oriente vers le BTS opticien-lunetier. Il existe cependant une multitude de possibilités de poursuite d'études en IUT, école d'ingénieur ou université. 
Le DUT GEII comporte de nombreux enseignements proches des matières au programme du Bac STI Génie Optique : électronique, optique/optoelectronique...